# Jochen Dieckmann (Politiker)

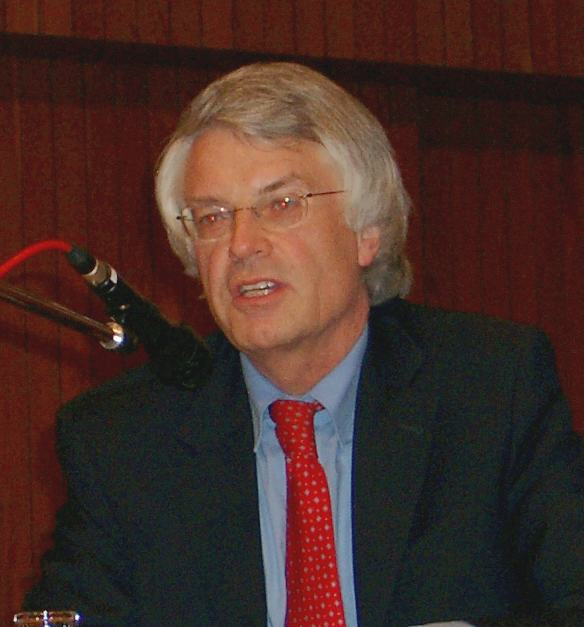
Jochen Dieckmann, 2005

Jochen Dieckmann (* 8. September 1947 in Bad Godesberg) ist ein deutscher Politiker (SPD). Er war von 2005 bis Anfang 2007 Landesvorsitzender der SPD in Nordrhein-Westfalen. Von 1999 bis 2005 amtierte er in verschiedenen Ressorts als Minister des Landes Nordrhein-Westfalen.

## Leben
Dieckmann studierte von 1966 bis 1971 Rechtswissenschaft an den Universitäten Bonn, Freiburg im Breisgau und Köln. Nach seinem ersten juristischen Staatsexamen 1971 absolvierte er bis 1975 den juristischen Vorbereitungsdienst im Bezirk des OLG Köln. Von 1975 bis 1981 war er als Jurist im Rechtsamt der Stadt Bonn tätig. Im Jahre 1981 wurde er Referent für Innen- und Kommunalpolitik in der SPD-Fraktion im Deutschen Bundestag. Von 1982 bis 1989 war er Referent und von 1989 bis 1990 Beigeordneter beim Deutschen Städtetag. Dieckmann wurde 1990 zum geschäftsführenden Präsidialmitglied des Deutschen Städtetages und zum geschäftsführenden Vorstandsmitglied des Städtetages NRW ernannt. Von 1995 bis 1999 war er auch Generalsekretär des Rates der Gemeinden und Regionen Europas (RGRE).
Dieckmann, seit 1974 Mitglied der SPD, wurde im März 1999 (nach einem einwöchigen Intermezzo von Reinhard Rauball) als Nachfolger von Fritz Behrens, der seitdem nur noch Innenminister war (zuvor Minister für Inneres und Justiz), zum Justizminister des Landes Nordrhein-Westfalen ernannt (Kabinett Clement I und Kabinett Clement II). Seit dem 8. März 2002 war er Abgeordneter im Landtag Nordrhein-Westfalen; er kandidierte im Wahlkreis 26 (Rhein-Sieg-Kreis II).
Ab dem 12. November 2002 war Dieckmann Finanzminister des Landes Nordrhein-Westfalen (Kabinett Steinbrück); das Amt des Justizministers übernahm Wolfgang Gerhards. Nach der verlorenen Landtagswahl in NRW schied Dieckmann am 24. Juni 2005 aus seinem Ministeramt aus. Am 9. Juli 2005 wurde er vom außerordentlichen Landesparteitag der nordrhein-westfälischen SPD in Bochum zum Nachfolger des scheidenden Landesvorsitzenden Harald Schartau gewählt. Zuletzt wurde er am 1. April 2006 vom ordentlichen Landesparteitag mit einer Stimmenmehrheit von 90,77 Prozent wiedergewählt. Am 20. Januar 2007 wurde auf Wunsch Dieckmanns Hannelore Kraft als seine Nachfolgerin gewählt. Am 6. März 2007 trat Jochen Dieckmann als Landtagsabgeordneter zurück, für ihn rückte Petra Schneppe für den Wahlkreis 48 Krefeld II nach.
Dieckmann lehrte an der Deutschen Universität für Verwaltungswissenschaften Speyer, ab 1997 als Lehrbeauftragter und ab Juni 2007 als Honorarprofessor. Er ist Mitglied der Deutschen Akademie für Städtebau und Landesplanung und außerdem Mitherausgeber der Zeitschrift Die Öffentliche Verwaltung. Von Januar 2007 bis zu seinem Eintritt in den Ruhestand im Dezember 2016 arbeitet er zudem für die Bonner Anwaltskanzlei Eimer – Heuschmid – Mehle.
Im Sommer 2007 wurde ihm der Verdienstorden des Landes Nordrhein-Westfalen verliehen.
Dieckmann war und ist in Ehrenämtern engagiert; so war er unter anderem von 1992 bis 1996 Präsident des Deutschen Bibliotheksverbandes (DBV) und von 2011 bis 2017 als Nachfolger von Rita Süssmuth und Michael Walter Vorsitzender des  Landespräventionsrates NRW. Der Landtag NRW wählte ihn auf Vorschlag der SPD-Fraktion zum  Sachverständigen und beratenden Mitglied der Verfassungskommission des Landtags für die Zeit von 2013 bis 2016. Seit 2007 ist er Vizepräsident bzw. stellvertretender Vorsitzender des Gustav-Stresemann-Institutes in Bonn.
Seine Ehefrau ist die ehemalige Bonner Oberbürgermeisterin Bärbel Dieckmann (ebenfalls SPD). Er ist Vater von vier Kindern, zwei Zwillingspaaren: Christoph und Markus kamen 1976 zur Welt und sind als Beachvolleyball-Europameister bekannt, zwei Töchter wurden ein Jahr später geboren.